# Государственная экологическая экспертиза РФ
Госуда́рственная экологи́ческая эксперти́за — мероприятие, организуемое и проводимое Федеральным органом исполнительной власти в области экологической экспертизы (в настоящее время таким органом является Федеральная служба по надзору в сфере природопользования — Росприроднадзор) или органом исполнительной власти субъекта Российской Федерации в области экологической экспертизы в порядке, установленном Федеральным законом РФ «Об экологической экспертизе» и нормативными правовыми актами Российской Федерации. Государственная экологическая экспертиза проводится на федеральном и региональном уровнях.
Государственная экологическая экспертиза предварительно оплачивается в полном объеме заказчиком документации, подлежащей экспертизе. Срок проведения государственной экологической экспертизы определяется сложностью объекта экспертизы, но не превышает 3 месяцев. Государственная экологическая экспертиза проводится экспертной комиссией, образованной федеральным органом исполнительной власти в области экологической экспертизы или органом исполнительной власти субъекта Российской Федерации в области экологической экспертизы для проведения экологической экспертизы конкретного объекта (федерального или регионального уровня соответственно).

## Заключение государственной экологической экспертизы
Результатом проведения государственной экологической экспертизы является заключение государственной экологической экспертизы. Положительное заключение государственной экологической экспертизы является одним из обязательных условий финансирования и реализации объекта ГЭЭ. В случае отрицательного заключения ГЭЭ заказчик вправе представить материалы на повторную ГЭЭ при условии их переработки с учётом замечаний, изложенных в данном отрицательном заключении. Заключения ГЭЭ могут быть оспорены в судебном порядке

## Ответственность
Лица, признанные виновными в нарушении законодательства РФ об экологической экспертизе, могут быть привлечены к административной, гражданско-правовой, материальной, уголовной ответственности.